# Max Lütze
Max Rudolf Lütze (* 2. April 1889 in Friedrichshafen; † Januar 1968 in Bad Homburg) war ein deutscher Bauingenieur und Manager bei Wayss & Freytag sowie Kunstsammler.

## Leben
Lütze besuchte die Friedrich-Eugen-Oberschule in Stuttgart und studierte von 1907 bis 1911 an der TH Stuttgart Bauingenieurwesen. Danach war er bei der Baufirma Wayss & Freytag tätig, in der er 1932 die Niederlassung Berlin übernahm und 1933 in den Vorstand aufstieg.
1954 erhielt er die Emil Mörsch Denkmünze. Er war Ehrendoktor und Regierungsbaumeister.
Er begründete auch eine bedeutende Expressionistensammlung, die er in den 1930er und 1940er Jahren zusammentrug. Teile gelangten Später in den Bestand der Staatsgalerie in Stuttgart. Ein Kunstpreis (Max-Lütze-Medaille), der alle zwei Jahre an Künstler des süddeutschen Raums verliehen wird, ist nach ihm benannt.
Max Lütze war ein Onkel des Unternehmers und Kunstsammlers Diethelm Lütze.

## Schriften
- Spannbeton, ein Vortrag. Wittwer, Stuttgart 1948